# Nebulización de productos frescos
La nebulización de productos frescos es un procedimiento por el que, mediante la transferencia de microgotas de agua al ambiente, se consiguen incrementar la humedad relativa ambiente.
Con este incremento de la humedad relativa, se consigue ralentizar el proceso de pérdida de agua de los productos frescos al disminuir la diferencia de presión hídrica con el ambiente. Así pues, se consigue una mejora en la conservación de las propiedades de los productos frescos, evitando pues las mermas y alargando así su conservación.

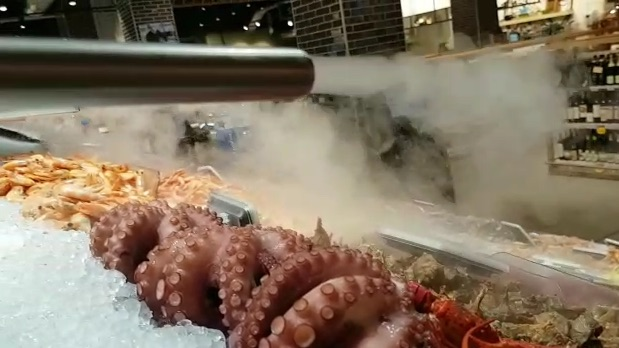
Nebulización en expositor de pescadería

## Indicaciones
Se puede utilizar en todos los productos frescos, que tengan un contenido de humedad elevado, y por tanto, una pérdida de su humedad suponga una aceleración en su proceso de degradación:

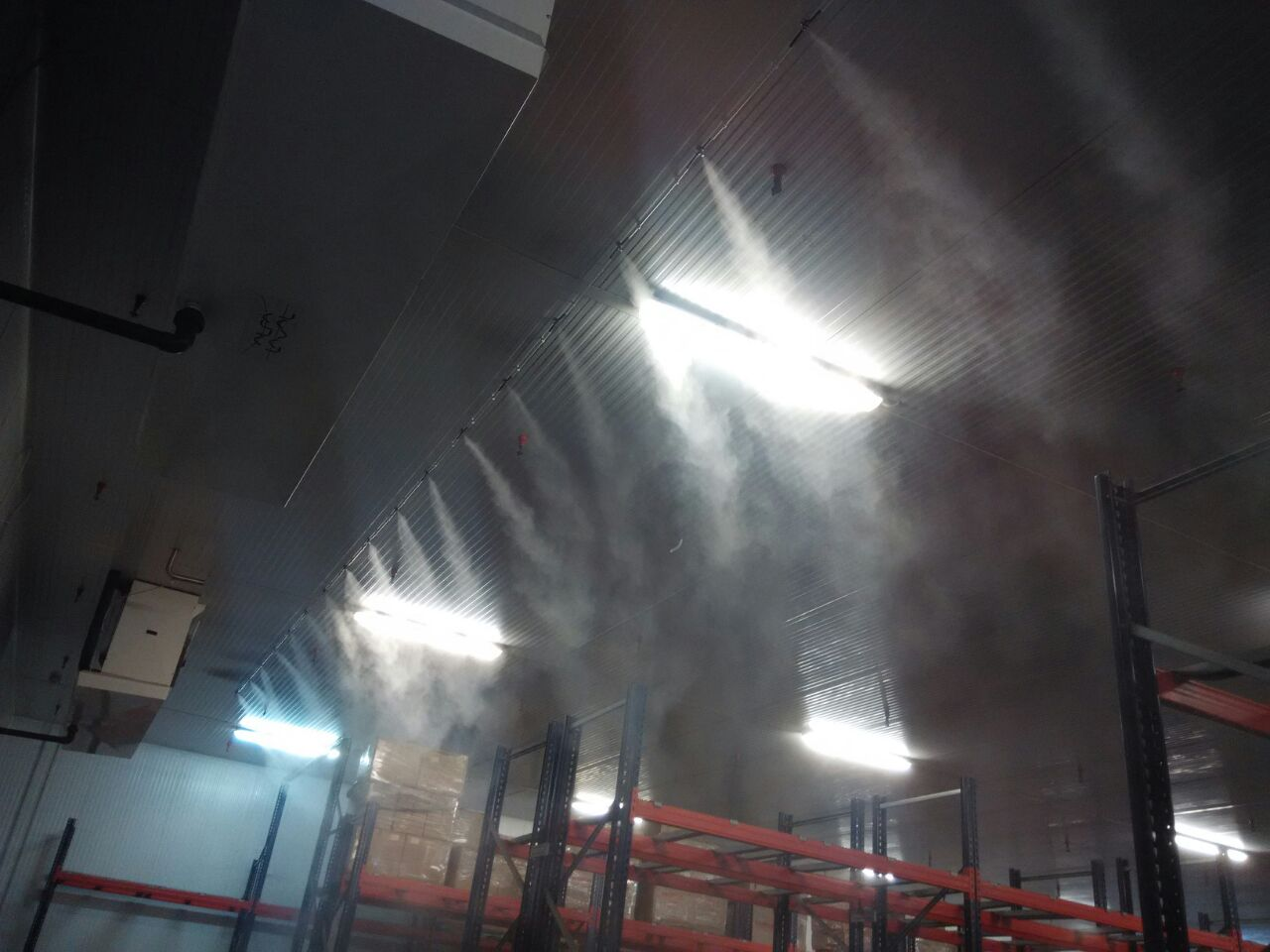
Nebulización en cámara de productos frescos

Así, lo podemos encontrar instalado en las diferentes fases del proceso productivo:
- Post cosecha: cámaras de almacenamiento y maduración de frutas y verduras
- Producción: ambientes que requieren una humedad relativa concreta en su proceso:
  - Maduración de vinos.
  - Maduración de quesos.
  - Cultivo de champiñones.
  - Oreo: cámaras de maduración y oreo de carne, quesos.
- Transporte y almacenamiento de productos frescos (camiones, cámaras).
- Exposición y venta de productos frescos:
  - Pescadería.
  - Carnicería.
  - Frutas y verduras.
  - Flores.

## Tecnología
Dos son las tecnologías utilizadas para la producción de nebulización sobre productos frescos:

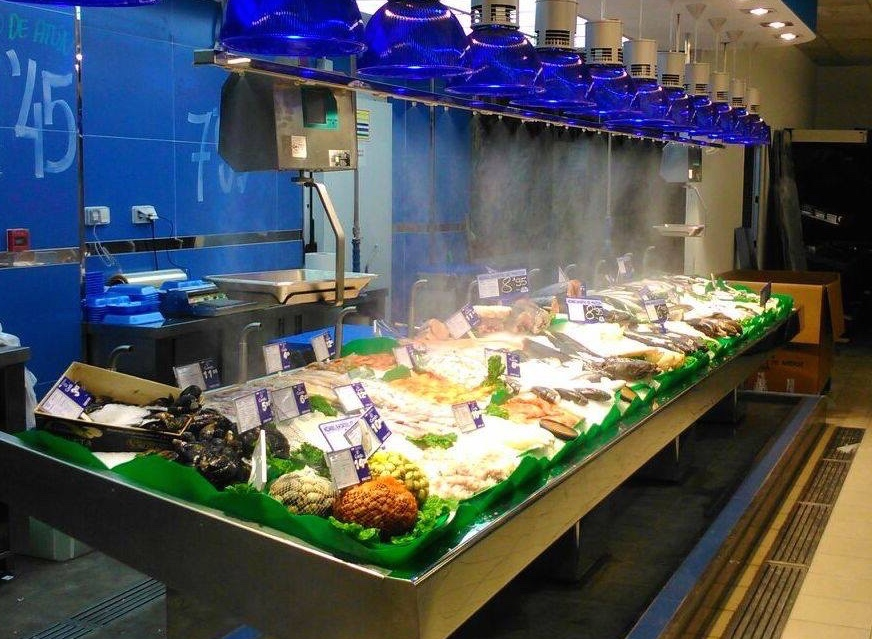
Sistema de nebulización en pescaderías

1. Pulverización por presión. Se trata de sistemas que generan un ambiente de humedad mediante un sistema de presión baja (entre 6 y 8 bares) que tras pasar por unas boquillas generan unas partículas con un tamaño entre 40 µm y 70 µm.
2. Generación de vapor por ultrasonidos. Son sistemas que generan la nebulización de agua mediante la generación de microgotas de unas 20 µm por generación de ultrasonidos a través de piezoeléctricos.

Todos los equipos deben incorporar un sistema de filtrado, y un sistema de desinfección física ( rayos ultravioleta, ultrafiltración, ósmosis inversa,..), para obtener un agua con un alto nivel de seguridad microbiológica y físico-química.

## Ventajas
Mediante el control de la humedad relativa ambiental se logra que no se produzca una pérdida de agua del producto por diferencia de presión hídrica. De esta forma se consigue la ralentización de los procesos de degradación post-cosecha, consiguiendo así excelentes resultados tanto a nivel de disminución de merma de producto como a nivel de calidad organoléptica de los mismos.
Otro beneficio es la reducción en la cantidad de residuos de productos frescos generados al no cumplir con la calidad suficiente para ser comercializados, contribuyendo de esta forma a una mejor sostenibilidad de los procesos implicados.
Así pues, se han realizado estudios en Universidades y centros de investigación sobre el efecto de la nebulización en pescados, carnes y frutas y verduras y todos ellos corroboran unos beneficios tanto en reducciones de las mermas como en mejora de las cualidades organolépticas de los productos frescos.
Se han obtenido las siguientes conclusiones, por ejemplo:
- Para la fruta en expositor, en el estudio realizado por la Universidad de la Rioja demuestran una reducción de mermas después de 7 días de hasta un 8% en frutas y un 25% en verduras.[2]
- Para fruta en cámaras se ha obtenido reducciones en las mermas del 8% tras 15 días en cámara.[3]
- Para los productos cárnicos las mermas directas en los productos con sistemas Aqualife se redujeron hasta un 4% en 4 días de almacenamiento en vitrinas, según el estudio realizado por el IRTA.[4]
- En pescados, tal y como nos presentó en el estudio realizado por la Universidad de Zaragoza merma en pescado se reducía hasta un 7% tras 50 horas de exposición.[5]

Sin embargo, a estas mermas se deben añadir las producidas por los residuos de los productos generados para mejorar el aspecto visual del producto expuesto (como es el caso del fileteado de carnes).

## Legislación y normas de referencia
Como equipos que nebulizan agua se debe tener en cuenta toda la legislación de prevención de legionelosis.
- El Real Decreto 865/2003 los considera instalaciones con menor probabilidad de proliferación y dispersión de Legionella (en concreto en el apartado h). Otros aparatos que acumulen agua y puedan producir aerosoles y vienen recogidos también en el capítulo 13 de las guías de prevención de legionelosis publicadas por el Ministerio de Sanidad.

- La norma 100030:2017 les dedica un capítulo (6.12) donde indican los criterios de mantenimiento, limpieza y control que deben cumplir. Es importante pues que estos equipos estén dotados de sistemas de autocontrol para asegurarnos su correcto funcionamiento.

Igualmente al pulverizar agua sobre productos frescos deben cumplir con toda la legislación tanto de agua para consumo humano como de seguridad alimentaria no suponiendo un peligro de inocuidad para los productos nebulizados. Es una garantía si la empresa instaladora cuenta con un sistema de calidad e inocuidad que nos asegure que se tiene en cuenta en todas las fases de diseño, instalación y mantenimiento todas las medidas preventivas y de control a través de un:análisis de peligros y puntos de control crítico (APPCC).